# Trisetum ambiguum
Trisetum ambiguum là một loài thực vật có hoa trong họ Hòa thảo. Loài này được Rúgolo & Nicora miêu tả khoa học đầu tiên năm 1988.